# Gabriel, Antarktis
Gabriel är en halvö i Antarktis. Den ligger i Västantarktis. Argentina, Chile och Storbritannien gör anspråk på området.
Terrängen inåt land är varierad. Havet är nära Gabriel åt sydväst.  Trakten är obefolkad. Det finns inga samhällen i närheten. 